# Tielman Susato
'Tielman Susato' (también Tylman) (c.1510/15 — después de 1570) fue un compositor, instrumentista y editor de música del período renacentista, en Amberes.

## Vida
Aunque el lugar de su nacimiento es desconocido, algunos estudiosos sugieren que el nombre Susato, cuyo significado sería "de Soest", refiere a la ciudad de Soest, Westfalia, Alemania. No se conoce demasiado sobre su biografía temprana: su nombre comienza a aparecer en varios archivos de Amberes alrededor de 1530, donde se le menciona trabajando como caligrafista e instrumentista de flauta y trompeta. 

## Producción musical
Desde 1543 hasta su muerte trabajó como editor de música, creando la primera imprenta de música en Holanda.
Hasta ese momento, la publicación de música provenía principalmente de Italia, Francia y Alemania. Muy pronto, Susato se asoció con Pierre Phalèse y Christopher Plantin, y como consecuencia de ello los Países Bajos se convirtieron en un centro regional de publicación de música.
Es posible que Susato haya mantenido también un negocio de instrumentos musicales e intentó varias veces asociarse con otros editores, sin éxito. En 1561, su hijo tomó el control de la imprenta, aunque murió en 1564.
Susato fue también un compositor y recopilador de música popular: escribió y publicó varios libros de piezas populares y motetes que se encuadran dentro del estilo polifónico típico de la época. También escribió dos libros de canciones a dos y tres voces, específicamente pensados para cantantes jóvenes e inexpertos. Las más importantes de estas publicaciones en términos de distribución e influencia fueron los "Souterliedekens" de Jacob Clemens non Papa, que son salmos métricos en neerlandés, usando las melodías de canciones populares. Fueron enormemente populares en Holanda durante el siglo XVI.
También fue compositor prolífico de música instrumental y muchas de las piezas son recordadas e interpretadas todavía hoy. Editó un libro de música para danzas en 1551, "Het derde musyck boexken...alderhande danserye", formado por arreglos simples pero artísticos. La mayoría de estos arreglos son formas de danza: allemande, gallarda y son de textura simple u homofónica; muchos basados en canciones populares. 
Susato dedicó a menudo sus publicaciones a ciudadanos prominentes de Amberes. Algunas veces dedicó un volumen entero a los trabajos de un compositor, tal el caso de Pierre de Manchicourt o Thomas Crecquillon. No es sorprendente que parezca haber favorecido a otros compositores flamencos como sujeto de sus publicaciones. Fue también uno de los primeros en publicar música de los mejores compositores del Renacimiento tardío.